# Fredrik Modin
Fredrik Modin (ur. 8 października 1974 w Sundsvall) – szwedzki hokeista. Wychowanek Njurunda SK, w barwach którego rozegrał swój ostatni mecz w karierze w sezonie 2013/2014.

## Kariera klubowa
- Timrå IK (1991-1994)
- Brynäs IF (1994-1996)
- Toronto Maple Leafs (1996-1999)
- Tampa Bay Lightning (1999-2004, 2005-2006)
  -  Timrå IK (2004-2005)
- Columbus Blue Jackets (2006-2009)
- Los Angeles Kings (2009-2010)
- Atlanta Thrashers (2010-2011)
- Calgary Flames (2011)

## Sukcesy
- Zimowe igrzyska olimpijskie:
  -  2006
- Mistrzostwa świata:
  -  1998
  -  2001
- Mistrzostwa świata juniorów:
  -  1994